# Цебек-Дорджи
Цебек-Дорджи — калмыцкий тайши, старший сын Галдан-Норбо и внук калмыцкого хана Дондук-Омбо. Один из главных инициаторов ухода калмыков в Джунгарию (1770—1771 гг.).

## Биография
В 1740 году в русском заключении в Казани скончался Галдан-Норбо, старший сын калмыцкого хана Дондук-Омбо. У него было три сына — Цебек-Дорджи, Аксахал и Кирип.
В 1741 году после смерти Дондук-Омбо царское правительство назначило наместником Калмыцкого ханства его двоюродного брата Дондук-Даши (1741—1761). Багацохуровский улус, владение Дондук-Омбо, был разделён между сыновьями Галдан-Норбо и сыновьями хана от Джан — Рандулом, Додьби, Ассараем и Джобасаром. Сыновья Галдан-Норбо получили 604 кибитки, а дети Джан — 1816 кибиток.
В начале 1761 года после смерти 70-летнего калмыцкого хана Дондук-Даши новым ханом был провозглашён его сын Убаши. О своих претензиях на ханский престол заявил тайша Цебек-Дорджи, как старший сын Галдан-Норбо и внук Дондук-Омбо. Цебек-Дорджи с братом Аксахалом и небольшой группой соратников бежал из калмыцких улусов на Дон, в Черкасск, где просил поддержку у войскового атамана Данилы Ефремова. Летом того же года багацохуровский тайша Кирип (третий сын Галдан-Норбо) со своим улусом также откочевал на Дон. С Дона Цебек-Дорджи направился в Петербург, где требовал передать под его власть все наследственные владения своего деда — хана Дондук-Омбо. Ничего не добившись, он вернулся в Калмыкию.
В мае 1765 года нойон Цебек-Дорджи был включен в состав «зарго» при хане Убаши. Цебек-Доржи был первым из советников Убаши, подавшим мысль об уходе в Джунгарию.

На тайных совещаниях в 1767 году некоторые крупные нойоны стали убеждать хана Убаши об откочёвке калмыцкого народа в Джунгарию. Согласно легендам, Цебек-Дорджи говорил: 
«Смотрите, ваши права ограничиваются во всех отношениях. Русские чиновники обращаются с вами ужасно, а правительство хочет поделать из вас землепашцев. Вот покрылись казачьими станицами берега Урала и Волги, вот и северные окраины степей заселены немцами, еще немного времени и будут заняты Дон, Терек и Кума, а вас стеснят на безводных пространствах и погубят ваши стада, единственный источник вашего существования».
Цебек-Дорджи поддерживали его младшие братья Аксахал и Кирип.
В 1769 году калмыцкие войска под предводительством хана Убаши участвовали в совместной с русской армией под командованием генерал-майора Иоганна Медема военной кампании на Северном Кавказе против крымских татар и кабардинцев. За битву при Калаусе нойоны Цебек-Дорджи, Еремпель и Шеаренг получили золотые медали от императрицы Екатерины II. Кампания 1770 года закончилась ссорой калмыцкого хана-наместника Убаши с генерал-майором Медемом.
В январе 1771 года нойон Цебек-Дорджи принял активное участие в организации откочёвки калмыков из русского Поволжья в Джунгарию, в пределы Цинской империи. После прибытия туда Цебек-Дорджи стал вторым лицом среди калмыцких переселенцев, получив титул цинь-вана и почётное звание «Буянту» («Добродетельный»).